# Anne-Michèle Hannon
Anne-Michèle Hannon (Luik, 2 augustus 1953) is een voormalig Belgisch parlementslid.

## Levensloop
Hannon, van opleiding doctor in de rechten, werd beroepshalve advocate.
Zij militeerde binnen de rangen van de christendemocratische PSC en was voor deze partij voorzitter van de afdeling van Ans. Ook was ze de voorzitster van de vrouwenwerking van de PSC van de provincie Luik.
Bij de Waalse verkiezingen van juni 1995 stond ze als eerste opvolger op de PSC-lijst in het arrondissement Luik. Zodoende belandde ze in juli 1995 in het Waals Parlement en het Parlement van de Franse Gemeenschap, in opvolging van Jean-Pierre Grafé, die minister werd in de Waalse regering en de Franse Gemeenschapsregering. Hannon bleef parlementslid tot in december 1996, toen Grafé na zijn ontslag als minister zijn parlementaire functies opnieuw opnam. In oktober 2000 werd ze verkozen tot gemeenteraadslid van Ans. 
Nadat de PSC in 2002 omgevormd werd naar cdH, verliet Hannon de partij om toe te treden tot de socialistische PS. Voor de federale verkiezingen van mei 2003 kreeg ze vijfde plaats toegewezen op de Kamerlijst van de partij voor de kieskring Luik, maar ze behaalde onvoldoende stemmen om verkozen te geraken. Ze bleef nog gemeenteraadslid van Ans tot in december 2012 en sindsdien is ze OCMW-raadslid van de gemeente. 
Hannon was eveneens tot 2012 directrice van het autonome gemeentebedrijf van Ans, alsook van 2003 tot 2006 bestuurster bij de Waalse huisvestingsmaatschappij SWL en sinds 2007 bestuurster bij de Waalse luchtvaartmaatschappij SOWAER. Daarnaast zetelde ze tot 2012 in het directiecomité van de afvalintercommunale Intradel en werd ze voorzitter van de raad van bestuur van Uvelia, een bedrijf gespecialiseerd in de behandeling en verwijdering van ongevaarlijk afval, en voorzitter van de vzw La Tabuchet, een opvangcentrum voor personen met een handicap.